# Turgy
Turgy es una comuna francesa situada en el departamento de Aube, en la región de Gran Este.

## Demografía
| 71 | 61 | 52 | 46 | 32 | 40 | 44 |
| Para los censos de 1962 a 1999 la población legal corresponde a la población sin duplicidades (Fuente: INSEE [Consultar]) |    |    |    |    |    |    |